# Cetan
Cetan is een bestuurslaag in het regentschap Klaten van de provincie Midden-Java, Indonesië. Cetan telt 2882 inwoners (volkstelling 2010).